# Mario Zenari
Mario Zenari (Villafranca di Verona, 5 januari 1946) is een Italiaans geestelijke en een kardinaal van de Rooms-Katholieke Kerk, die werkzaam is voor de diplomatieke dienst van de Romeinse Curie. 
Op 5 juli 1970 ontving Zenari de priesterwijding van de bisschop van Verona, Giuseppe Carraro. In 1980 trad hij in dienst van de Romeinse Curie, waarvoor hij werkzaam was bij de pauselijke vertegenwoordigingen in Senegal, Liberia, Colombia, Duitsland en Roemenië. Op 15 juni 1994 werd hij benoemd tot waarnemer van de Heilige Stoel bij het bureau van de VN en de UNIDO en tot vertegenwoordiger van de Heilige Stoel bij de IAEA en de OVSE, met als standplaats Wenen.
Op 12 juli 1999 werd Zenari benoemd tot nuntius voor Ivoorkust en Niger; hij werd tevens benoemd tot titulair aartsbisschop van Iulium Carnicum. Op 24 juli 1999 werd hij tevens benoemd tot nuntius voor Burkina Faso. Op 25 september 1999 werd hij door kardinaal-staatssecretaris Angelo Sodano bisschop gewijd. Medeconsecratoren waren de secretaris van de Congregatie voor de Evangelisatie van de Volkeren, Marcello Zago OMI, en de bisschop van Verona, Flavio Roberto Carraro OFMCap. Op 10 mei 2004 volgde de benoeming van Zenari tot nuntius voor Sri Lanka en op 30 december 2008 de benoeming tot nuntius voor Syrië.
Zenari werd tijdens het consistorie van 19 november 2016 kardinaal gecreëerd. Hij kreeg de rang van kardinaal-diaken. Zijn titeldiakonie werd de Santa Maria delle Grazie alle Fornaci fuori Porta Cavalleggeri.